# Rajd 1000 Miglia 2002
Rajd 1000 Miglia 2002 (26. Rally 1000 Miglia) – 26 edycja rajdu samochodowego Rajd 1000 Miglia rozgrywanego we Włoszech. Rozgrywany był od 4 do 6 kwietnia 2002 roku. Była to siódma runda Rajdowych Mistrzostw Europy w roku 2002 (rajd miał najwyższy współczynnik - 20) oraz trzecia runda Rajdowych Mistrzostw Włoch.

## Klasyfikacja rajdu
| Miejsce                                        | Kierowca                                       | Pilot                                          | Samochód                                       | Czas                                           | Strata                                         |                                                |
| Klasyfikacja generalna, ERC i mistrzostw Włoch | Klasyfikacja generalna, ERC i mistrzostw Włoch | Klasyfikacja generalna, ERC i mistrzostw Włoch | Klasyfikacja generalna, ERC i mistrzostw Włoch | Klasyfikacja generalna, ERC i mistrzostw Włoch | Klasyfikacja generalna, ERC i mistrzostw Włoch | Klasyfikacja generalna, ERC i mistrzostw Włoch |
| ---------------------------------------------- | ---------------------------------------------- | ---------------------------------------------- | ---------------------------------------------- | ---------------------------------------------- | ---------------------------------------------- | ---------------------------------------------- |
| 1.                                             | Renato Travaglia                               | Flavio Zanella                                 | Peugeot 206 WRC                                | 3:18:50.5                                      | 0.0                                            |                                                |
| 2.                                             | Paolo Andreucci                                | Anna Andreussi                                 | Fiat Punto S1600                               | 3:25:49.8                                      | +6:59.3                                        |                                                |
| 3.                                             | Luca Cantamessa                                | Massimo Ciceri                                 | Subaru Impreza WRC S7 '01                      | 3:26:40.1                                      | +7:49.6                                        |                                                |
| 4.                                             | Andrea Dallavilla                              | Giovanni Bernacchini                           | Citroën Saxo S1600                             | 3:27:16.9                                      | +8:26.4                                        |                                                |
| 5.                                             | Gianpietro Antonelli                           | Federico Camadini                              | Peugeot 306 Maxi                               | 3:28:03.3                                      | +9:12.8                                        |                                                |
| 6.                                             | Fabrizio Ratiglia                              | Emanuele Curto                                 | Mitsubishi Lancer Evo VII                      | 3:30:19.4                                      | +11:28.9                                       |                                                |
| 7.                                             | Mirco Baldacci                                 | Maurizio Barone                                | Citroën Saxo S1600                             | 3:30:48.7                                      | +11:58.2                                       |                                                |
| 8.                                             | Luca Rossetti                                  | Matteo Chiarcossi                              | Mitsubishi Lancer Evo VI                       | 3:31:19.7                                      | +12:29.2                                       |                                                |
| 9.                                             | Gianluigi Galli                                | Alessandra Guglielmi                           | Fiat Punto S1600                               | 3:31:22.8                                      | +12:32.3                                       |                                                |
| 10.                                            | Attilio Oldrati Devid                          | Michele Lombardi                               | Peugeot 306 Maxi                               | 3:31:53.9                                      | +13:03.4                                       |                                                |